# André Dussollier
André Dussollier (* 17. února 1946 Annecy) je francouzský divadelní a filmový herec.
Je známý především svým působením ve filmu, hrál asi ve 150 filmech. Během své kariéry získal několik divadelních a filmových ocenění, včetně tří Césarů.

## Život a kariéra
Narodil se v Annecy v jižní Francii, vyrůstal ale ve městě Cruseilles a v Étrigny, malé vesničce v Burgundsku. Už ve svých deseti letech hrál ve školním představení a hraní se mu zalíbilo. Jeho otec trval na klasickém vzdělání, proto vystudoval literaturu na univerzitě v Grenoblu.
Ve věku 23 let přijel do Paříže, kde nejdřív studoval herectví v kurzech Jeana Périmonyho, pak vystudoval konzervatoř Conservatoire national supérieur d'art dramatique. Téměř okamžitě po ukončení školy, v roce 1972, vstoupil do francouzského divadelního souboru Comédie-Française, kde zaujal v několika divadelních hrách.
Současně začal hrát také ve filmu. V 70. letech 20. století hrál početně v poměrně málo filmech, přesto však spolupracoval s nejvýznamnějšími francouzskými režiséry své doby, jako například François Truffaut, Alain Resnais nebo Claude Pinoteau.
Později si jej všimlo víc filmových režisérů. Od 80. let až dodnes patří k žádaným filmovým hercům a každoročně hraje v několika filmech. Celkem hrál přibližně v 150 filmech, včetně známých titulů, jako například Tři muži a nemluvně (1985), Amélie z Montmartru (2001), Drž hubu! (2003) nebo Válka policajtů (2004). Vystupuje v komediích, stejně jako v dramatických filmech. Během své filmové kariéry získal celkem třikrát filmovou cenu César a pět dalších nominací.
Od ukončení školy až dodnes hraje rovněž v divadle. Nejvýznamnějším je jeho působení v Comédie-Française nebo v Théâtre Montparnasse. Kromě klasických rolí hraje také v hrách moderních dramatiků. Během svého života získal celkem čtyřikrát prestižní francouzské divadelní ocenění, Molièrovu cenu.

## Filmografie (výběr)

### Celovečerní filmy
- 1972: Hezká holka jako já (Une belle fille comme moi), režie François Truffaut
- 1974: Facka (La Gifle), režie Claude Pinoteau
- 1974: Celý jeden život (Toute une vie), režie Claude Lelouch
- 1977: Alice ou la dernière fugue (Alice ou la dernière fugue), režie Claude Chabrol
- 1978: Percival Galský (Perceval le Gallois), režie Éric Rohmer
- 1979: Láska na útěku (L'Amour en fuite), režie François Truffaut
- 1982: Ideální manželství (Le Beau mariage), režie Éric Rohmer
- 1983: Život je román (La Vie est un roman), režie Alain Resnais
- 1984: L'Amour par terre (L'Amour par terre), režie Jacques Rivette
- 1985: Tři muži a nemluvně (3 hommes et un couffin), režie Coline Serreau
- 1986: Mélo (Mélo), režie Alain Resnais
- 1988: Frekvence smrti (Fréquence meurtre), režie Élisabeth Rappeneau
- 1992: Srdce v zimě (Un cœur en hiver), režie Claude Sautet
- 1994: Plukovník Chabert (Le Colonel Chabert), režie Yves Angelo
- 1997: Stará známá písnička (On connaît la chanson), režie Alain Resnais
- 1998: Zloděj života (Voleur de vie), režie Yves Angelo
- 1999: Děti z mokřin (Les Enfants du marais), režie Jean Becker
- 2000: Místa zločinu (Scènes de crimes), režie Frédéric Schoendoerffer
- 2000: Herci (Les Acteurs), režie Bertrand Blier
- 2001: Zločin v ráji (Un Crime au paradis), režie Jean Becker
- 2001: Tanguy (Tanguy), režie Étienne Chatiliez
- 2001: Důstojnický pokoj (La Chambre des officiers), režie François Dupeyron
- 2001: Fantom Paříže (Vidocq), režie Jean-Christophe Pitof
- 2001: Amélie z Montmartru (Le Fabuleux destin d'Amélie Poulain), režie Jean-Pierre Jeunet
- 2003: Podivné zahrady (Effroyables jardins), režie Jean Becker
- 2003: Drž hubu! (Tais-toi!), režie Francis Veber
- 2004: Válka policajtů (36 Quai des Orfèvres), režie Olivier Marchal
- 2004: Tajní agenti (Agents secrets), režie Frédéric Schoendoerffer
- 2004: Příliš dlouhé zásnuby (Un long dimanche de fiançailles), režie Jean-Pierre Jeunet
- 2006: Nikomu to neříkej (Ne le dis à personne), režie Guillaume Canet
- 2006: Zbloudilá srdce (Coeurs), režie Alain Resnais
- 2007: Skoro celá pravda (La Vérité ou presque), režie Sam Karmann
- 2008: Poslední zločin (Cortex), režie Nicolas Boukhrief
- 2009: Galimatyáš (Micmacs à tire-larigot), režie Jean-Pierre Jeunet
- 2009: Une affaire d'état (Une affaire d'état), režie Eric Valette
- 2009: Les Herbes folles (Les Herbes folles), režie Alain Resnais
- 2010: Obyčejná poprava (Une exécution ordinaire), režie Marc Dugain

### Televize
- 2010: Le Grand restaurant (Le Grand restaurant), televizní film, režie Gérard Pullicino

## Ocenění

### César
Ocenění
- 1993: César pro nejlepšího herce ve vedlejší roli za film Srdce v zimě
- 1998: César pro nejlepšího herce za film Stará známá písnička
- 2002: César pro nejlepšího herce ve vedlejší roli za film Důstojnický pokoj

Nominace
- 1987: César pro nejlepšího herce za film Mélo
- 2000: César pro nejlepšího herce ve vedlejší roli za film Děti z mokřin
- 2002: César pro nejlepšího herce za film Tanguy
- 2005: César pro nejlepšího herce ve vedlejší roli za film Válka policajtů
- 2007: César pro nejlepšího herce ve vedlejší roli za film Nikomu to neříkej

### Molièrova cena
- 1996: Molièrova cena pro herce za Scènes de la vie conjugale
- 2002: Molièrova cena pro herce za Monstres sacrés, sacrés monstres
- 2003: Molièrova cena pro herce za Monstres sacrés, sacrés monstres
- 2011: Molièrova cena pro herce za Diplomacie

### Jiná ocenění
- 1986: cena 7 d'or pro nejlepšího herce za Music Hall
- 2002: cena Plaisir du théâtre
- 2003: cena Henriho Desgranga